# Белоивичест широконос прилеп
Белоивичестият широконос прилеп (Platyrrhinus lineatus) е вид бозайник от семейство Phyllostomidae.

## Разпространение и местообитание
Разпространен е в Боливия, Бразилия, Венецуела, Еквадор, Колумбия, Парагвай, Суринам и Уругвай.